# Real to Reel (Marillion)
Real to Reel è il primo album dal vivo del gruppo musicale britannico Marillion, pubblicato nel 1984 dalla EMI.

## Descrizione
Contiene le registrazioni dei concerti tenuti dal gruppo a Montréal (lato A) e Leicester (lato B) durante il tour di supporto al secondo album in studio Fugazi. Oltre ai brani tratti dai primi due album, Real to Reel include anche la B-side Cinderella Search e il singolo d'esordio Market Square Heroes.
Il titolo dell'album contiene un riferimento al reel (una danza scozzese), e al contempo (per stessa ammissione di Fish) omaggia l'omonimo album degli Starcastle.

## Tracce
Testi e musiche dei Marillion.
Lato A
1. Assassing – 7:02
2. Incubus – 8:37
3. Cinderella Search – 5:27
4. Emerald Lies – 5:08 – assente nell'edizione LP

Lato B
1. Forgotten Sons – 10:11
2. Garden Party – 6:30
3. Market Square Heroes – 6:49

## Formazione
Gruppo
- Fish – voce
- Steve Rothery – chitarre
- Pete Trewavas – basso
- Mark Kelly – tastiere
- Ian Mosley – batteria

Produzione
- Simon Hanhart – produzione, missaggio
- Marillion – produzione

## Classifiche
| Classifica (1985) | Posizione massima |
| ----------------- | ----------------- |
| Regno Unito       | 8                 |